# Kikutnik pstry
Kikutnik pstry, atelop pstry (Atelopus varius) – gatunek płaza bezogonowego z rodziny ropuchowatych (Bufonidae).

## Zasięg występowania
Kikutnik pstry występuje w lasach deszczowych Kostaryki i zachodniej Panamy, zarówno nizinnych, jak i górskich. Stwierdzenia ze wschodniej Panamy i Kolumbii najprawdopodobniej wynikają z błędnej identyfikacji gatunku.

## Wygląd
Niewielki (2,4–3,8 cm) płaz o bardzo różnorodnym zabarwieniu. Ropuchy te są zazwyczaj czarne lub brązowe, z plamami i pasami w kolorze pomarańczowym, czerwonym, żółtym, zielonym lub niebieskim. Brzuch jest biały, żółty pomarańczowy lub czerwony. Kolory ostrzegają drapieżniki przed wytwarzaną przez płazy trucizną.

## Pożywienie
Owady.

## Rozmnażanie
Rozmnażają się zazwyczaj w strumieniach. Samica składa 30–75 jajeczek, z których po trzech dniach wylęgają się kijanki.

## Korelacje z ludźmi
Płazy te są czasem hodowane w terrariach, choć opieka nad nimi jest bardzo wymagająca.

## Zagrożenie
Kikutnik pstry jest krytycznie zagrożony wyginięciem, głównie z powodu chorób grzybiczych (chytridiomikoza), wśród zagrożeń dla gatunku wymienia się także utratę siedlisk leśnych, zmiany klimatyczne czy drapieżnictwo ze strony introdukowanego pstrąga.